# Chiastosternum
Chiastosternum is een geslacht van wantsen uit de familie van de Scutelleridae (Pantserwantsen). Het geslacht werd voor het eerst wetenschappelijk beschreven door Karsch in 1895.

## Soorten
Het genus is monotypisch en bevat alleen de volgende soort:

- Chiastosternum unicolor (Dallas, 1851)